# تمایل (آمار)
سوگیری آماری (به انگلیسی: Statistical bias) یا تمایل در آمار، یک گرایش سیستماتیک است که سبب تفاوت بین نتایج و حقایق می‌شود. سوگیری در اعداد فرایند تجزیه و تحلیل داده‌ها، از جمله منبع داده‌ها، برآوردگر انتخاب‌شده، و روش‌های تجزیه و تحلیل داده‌ها وجود دارد. سوگیری ممکن است تأثیر جدی بر نتایج داشته باشد، به عنوان مثال، برای بررسی عادت خرید افراد. اگر حجم نمونه به اندازه کافی بزرگ نباشد، نتایج ممکن است نشان‌دهنده عادت خرید همه افراد نباشد؛ یعنی ممکن است بین نتایج نظرسنجی و واقعیت مغایرت وجود داشته باشد؛ بنابراین، درک منبع سوگیری آماری می‌تواند به ارزیابی نزدیک بودن نتایج مشاهده‌شده به واقعیت کمک کند.
سوگیری آماری از همه مراحل تجزیه و تحلیل داده‌ها ناشی می‌شود. منابع سوگیری در مراحل مخلف یاد شده‌اند: انتخاب داده‌ها، آزمایش فرضیه، انتخاب برآوردگر، روش‌های تحلیل، تفسیر

## انواع
یک متغیر آماری در صورتی متمایل است که به صورت ذاتی (سیتماتیک) از پارامتر موردعلاقهٔ جمعیت آماری متفاوت باشد. لیست زیر برخی از تمایلات آماری است که می‌تواند با هم همپوشانی داشته باشند.
- تمایل در انتخاب باعث می‌شود که یک زیرمجموعهٔ خاص از مجموعهٔ داده‌ها انتخاب گردند و به این دلیل نتیجه‌گیری آماری متمایل خواهد بود. چنین تمایلی را می‌توان تمایل برکسونی دانست[۱]
  - تمایل طیفی به نوعی از تمایل گفته می‌شود که به دلیل بررسی زیرمجموعهٔ خاصی از بیماران به وجود می‌آید. بر اثر آن معیارهای حساسیت و صحت با مقادیر واقعی متفاوت خواهند بود.
- این تعصب از یک برآورد این است که تفاوت بین یک برآورد انتظارات و ارزش واقعی بودن پارامتر برآورد شده است.
  - حذف متغیر تعصب است و تعصب که به نظر می‌رسد در برآورد پارامترهای رگرسیون تجزیه و تحلیل زمانی که فرض بر این مشخصات با حذف یک متغیر مستقل است که باید در مدل.
- در آماری فرضیه تست، یک تست است که گفته می‌شود بی طرفانه زمانی که احتمال ارتکاب خطای نوع اول (یعنی مثبت کاذب) برابر است با سطح معناداری.
- تشخیص تعصب رخ می‌دهد که یک پدیده‌ای است که به احتمال زیاد مشاهده شده برای یک مجموعه خاص از افراد مورد مطالعه است؛ مثلاً syndemic مربوط به چاقی و دیابت ممکن است به معنی پزشکان هستند بیشتر احتمال دارد به دنبال دیابت در بیماران چاق تر نازک‌تر بیماران منجر به تورم در دیابت در میان افراد چاق به دلیل اریب تشخیص تلاش.
- بودجه تعصب ممکن است منجر به انتخاب،  نتایج آزمون نمونه یا مراحل تست که به نفع یک مطالعه حامی مالی است.
- گزارش تعصب شامل یک انحراف در دسترس بودن داده‌ها به طوری که مشاهدات از نوع خاصی هستند به احتمال زیاد گزارش شده است.
- تحلیلی تعصب به وجود می‌آیند با توجه به راه است که نتایج مورد بررسی قرار گرفت.
- محرومیت تعصب به وجود می‌آیند با توجه به سیستماتیک محرومیت از برخی افراد از مطالعه است.
- ساییدگی تعصب ناشی می‌شود به دلیل از دست دادن شرکت کنندگان به عنوان مثال از دست دادن و به دنبال در طول مطالعه.[۲]
- به خاطر تعصب مطرح می‌شود با توجه به تفاوت در صحت یا تکمیل شرکت‌کننده خاطراتی از رویدادهای گذشته است. به عنوان مثال یک بیمار نمی‌تواند به یاد بیاورید که چگونه بسیاری از سیگار آن‌ها دودی هفته گذشته دقیقاً منجر به بیش از برآورد یا زیر برآورد.
- ناظر تعصب ناشی می‌شود که محقق ناخودآگاه تحت تأثیر این آزمایش با توجه به شناختی تعصب که در آن حکم را تغییر دهد چگونه یک آزمایش انجام شده است / چگونه نتایج ثبت شده است.